# Llista d'asteroides/103201–103300
| Nom                    | Designació provisional | Data de descobriment | Lloc de descobriment | Descobridor/s            |
| ---------------------- | ---------------------- | -------------------- | -------------------- | ------------------------ |
| 103201 -               | 1999 XB250             | 6 de desembre, 1999  | Socorro              | LINEAR                   |
| 103202 -               | 1999 XW250             | 5 de desembre, 1999  | Kitt Peak            | Spacewatch               |
| 103203 -               | 1999 XM251             | 9 de desembre, 1999  | Kitt Peak            | Spacewatch               |
| 103204 -               | 1999 XN251             | 9 de desembre, 1999  | Kitt Peak            | Spacewatch               |
| 103205 -               | 1999 XJ252             | 9 de desembre, 1999  | Kitt Peak            | Spacewatch               |
| 103206 -               | 1999 XN252             | 12 de desembre, 1999 | Kitt Peak            | Spacewatch               |
| 103207 -               | 1999 XA253             | 12 de desembre, 1999 | Kitt Peak            | Spacewatch               |
| 103208 -               | 1999 XN254             | 12 de desembre, 1999 | Kitt Peak            | Spacewatch               |
| 103209 -               | 1999 XX256             | 7 de desembre, 1999  | Catalina             | CSS                      |
| 103210 -               | 1999 XK257             | 7 de desembre, 1999  | Socorro              | LINEAR                   |
| 103211 -               | 1999 XA258             | 8 de desembre, 1999  | Kitt Peak            | Spacewatch               |
| 103212 -               | 1999 XV258             | 6 de desembre, 1999  | Socorro              | LINEAR                   |
| 103213 -               | 1999 XL259             | 5 de desembre, 1999  | Anderson Mesa        | LONEOS                   |
| 103214 -               | 1999 XG260             | 8 de desembre, 1999  | Socorro              | LINEAR                   |
| 103215 -               | 1999 XZ260             | 8 de desembre, 1999  | Socorro              | LINEAR                   |
| 103216 -               | 1999 XT261             | 4 de desembre, 1999  | Anderson Mesa        | LONEOS                   |
| 103217 -               | 1999 YK1               | 17 de desembre, 1999 | Socorro              | LINEAR                   |
| 103218 -               | 1999 YV2               | 16 de desembre, 1999 | Kitt Peak            | Spacewatch               |
| 103219 -               | 1999 YX3               | 19 de desembre, 1999 | Socorro              | LINEAR                   |
| 103220 - Kwongchuikuen | 1999 YQ4               | 28 de desembre, 1999 | Rock Finder          | W. K. Y. Yeung           |
| 103221 -               | 1999 YC5               | 29 de desembre, 1999 | Baton Rouge          | W. R. Cooney Jr.         |
| 103222 -               | 1999 YD5               | 29 de desembre, 1999 | Baton Rouge          | W. R. Cooney Jr.         |
| 103223 -               | 1999 YT6               | 30 de desembre, 1999 | Socorro              | LINEAR                   |
| 103224 -               | 1999 YP8               | 27 de desembre, 1999 | Kitt Peak            | Spacewatch               |
| 103225 -               | 1999 YQ8               | 27 de desembre, 1999 | Kitt Peak            | Spacewatch               |
| 103226 -               | 1999 YH9               | 31 de desembre, 1999 | Višnjan Observatory  | K. Korlević              |
| 103227 -               | 1999 YR10              | 27 de desembre, 1999 | Kitt Peak            | Spacewatch               |
| 103228 -               | 1999 YT13              | 31 de desembre, 1999 | Višnjan Observatory  | K. Korlević              |
| 103229 -               | 1999 YA14              | 27 de desembre, 1999 | Kitt Peak            | Spacewatch               |
| 103230 -               | 1999 YE15              | 31 de desembre, 1999 | Kitt Peak            | Spacewatch               |
| 103231 -               | 1999 YM15              | 31 de desembre, 1999 | Kitt Peak            | Spacewatch               |
| 103232 -               | 1999 YU16              | 31 de desembre, 1999 | Kitt Peak            | Spacewatch               |
| 103233 -               | 1999 YM17              | 31 de desembre, 1999 | Kitt Peak            | Spacewatch               |
| 103234 -               | 1999 YY19              | 30 de desembre, 1999 | Mauna Kea            | C. Veillet               |
| 103235 -               | 1999 YM22              | 30 de desembre, 1999 | Socorro              | LINEAR                   |
| 103236 -               | 1999 YV24              | 27 de desembre, 1999 | Kitt Peak            | Spacewatch               |
| 103237 -               | 1999 YO26              | 30 de desembre, 1999 | Socorro              | LINEAR                   |
| 103238 -               | 1999 YA28              | 17 de desembre, 1999 | Socorro              | LINEAR                   |
| 103239 -               | 2000 AS                | 2 de gener, 2000     | Kitt Peak            | Spacewatch               |
| 103240 -               | 2000 AC1               | 2 de gener, 2000     | Kitt Peak            | Spacewatch               |
| 103241 -               | 2000 AK2               | 3 de gener, 2000     | Oizumi               | T. Kobayashi             |
| 103242 -               | 2000 AL3               | 2 de gener, 2000     | Socorro              | LINEAR                   |
| 103243 -               | 2000 AV3               | 3 de gener, 2000     | Socorro              | LINEAR                   |
| 103244 -               | 2000 AK4               | 3 de gener, 2000     | Kitt Peak            | Spacewatch               |
| 103245 -               | 2000 AN4               | 3 de gener, 2000     | Kitt Peak            | Spacewatch               |
| 103246 -               | 2000 AQ4               | 3 de gener, 2000     | Farra d'Isonzo       | Farra d'Isonzo           |
| 103247 -               | 2000 AS4               | 3 de gener, 2000     | Višnjan Observatory  | K. Korlević              |
| 103248 -               | 2000 AZ4               | 2 de gener, 2000     | San Marcello         | A. Boattini, M. Tombelli |
| 103249 -               | 2000 AA5               | 3 de gener, 2000     | San Marcello         | A. Boattini, G. Forti    |
| 103250 -               | 2000 AY6               | 2 de gener, 2000     | Socorro              | LINEAR                   |
| 103251 -               | 2000 AN7               | 2 de gener, 2000     | Socorro              | LINEAR                   |
| 103252 -               | 2000 AG9               | 2 de gener, 2000     | Socorro              | LINEAR                   |
| 103253 -               | 2000 AC13              | 3 de gener, 2000     | Socorro              | LINEAR                   |
| 103254 -               | 2000 AX13              | 3 de gener, 2000     | Socorro              | LINEAR                   |
| 103255 -               | 2000 AD14              | 3 de gener, 2000     | Socorro              | LINEAR                   |
| 103256 -               | 2000 AY14              | 3 de gener, 2000     | Socorro              | LINEAR                   |
| 103257 -               | 2000 AG19              | 3 de gener, 2000     | Socorro              | LINEAR                   |
| 103258 -               | 2000 AH20              | 3 de gener, 2000     | Socorro              | LINEAR                   |
| 103259 -               | 2000 AZ20              | 3 de gener, 2000     | Socorro              | LINEAR                   |
| 103260 -               | 2000 AF22              | 3 de gener, 2000     | Socorro              | LINEAR                   |
| 103261 -               | 2000 AJ23              | 3 de gener, 2000     | Socorro              | LINEAR                   |
| 103262 -               | 2000 AM24              | 3 de gener, 2000     | Socorro              | LINEAR                   |
| 103263 -               | 2000 AB25              | 3 de gener, 2000     | Socorro              | LINEAR                   |
| 103264 -               | 2000 AQ25              | 3 de gener, 2000     | Socorro              | LINEAR                   |
| 103265 -               | 2000 AY25              | 3 de gener, 2000     | Socorro              | LINEAR                   |
| 103266 -               | 2000 AT26              | 3 de gener, 2000     | Socorro              | LINEAR                   |
| 103267 -               | 2000 AK27              | 3 de gener, 2000     | Socorro              | LINEAR                   |
| 103268 -               | 2000 AV27              | 3 de gener, 2000     | Socorro              | LINEAR                   |
| 103269 -               | 2000 AG28              | 3 de gener, 2000     | Socorro              | LINEAR                   |
| 103270 -               | 2000 AJ30              | 3 de gener, 2000     | Socorro              | LINEAR                   |
| 103271 -               | 2000 AR30              | 3 de gener, 2000     | Socorro              | LINEAR                   |
| 103272 -               | 2000 AX30              | 3 de gener, 2000     | Socorro              | LINEAR                   |
| 103273 -               | 2000 AQ32              | 3 de gener, 2000     | Socorro              | LINEAR                   |
| 103274 -               | 2000 AF33              | 3 de gener, 2000     | Socorro              | LINEAR                   |
| 103275 -               | 2000 AM33              | 3 de gener, 2000     | Socorro              | LINEAR                   |
| 103276 -               | 2000 AT33              | 5 de gener, 2000     | Socorro              | LINEAR                   |
| 103277 -               | 2000 AU33              | 3 de gener, 2000     | Socorro              | LINEAR                   |
| 103278 -               | 2000 AG34              | 3 de gener, 2000     | Socorro              | LINEAR                   |
| 103279 -               | 2000 AD35              | 3 de gener, 2000     | Socorro              | LINEAR                   |
| 103280 -               | 2000 AV36              | 3 de gener, 2000     | Socorro              | LINEAR                   |
| 103281 -               | 2000 AY36              | 3 de gener, 2000     | Socorro              | LINEAR                   |
| 103282 -               | 2000 AX37              | 3 de gener, 2000     | Socorro              | LINEAR                   |
| 103283 -               | 2000 AZ38              | 3 de gener, 2000     | Socorro              | LINEAR                   |
| 103284 -               | 2000 AL39              | 3 de gener, 2000     | Socorro              | LINEAR                   |
| 103285 -               | 2000 AF40              | 3 de gener, 2000     | Socorro              | LINEAR                   |
| 103286 -               | 2000 AV40              | 3 de gener, 2000     | Socorro              | LINEAR                   |
| 103287 -               | 2000 AD41              | 3 de gener, 2000     | Socorro              | LINEAR                   |
| 103288 -               | 2000 AA42              | 3 de gener, 2000     | Socorro              | LINEAR                   |
| 103289 -               | 2000 AF42              | 2 de gener, 2000     | Gnosca               | S. Sposetti              |
| 103290 -               | 2000 AN43              | 5 de gener, 2000     | Črni Vrh             | Črni Vrh                 |
| 103291 -               | 2000 AL44              | 5 de gener, 2000     | Kitt Peak            | Spacewatch               |
| 103292 -               | 2000 AD45              | 5 de gener, 2000     | Kitt Peak            | Spacewatch               |
| 103293 -               | 2000 AN45              | 3 de gener, 2000     | Socorro              | LINEAR                   |
| 103294 -               | 2000 AS45              | 3 de gener, 2000     | Socorro              | LINEAR                   |
| 103295 -               | 2000 AA46              | 3 de gener, 2000     | Socorro              | LINEAR                   |
| 103296 -               | 2000 AY46              | 4 de gener, 2000     | Socorro              | LINEAR                   |
| 103297 -               | 2000 AC47              | 4 de gener, 2000     | Socorro              | LINEAR                   |
| 103298 -               | 2000 AU47              | 4 de gener, 2000     | Socorro              | LINEAR                   |
| 103299 -               | 2000 AV47              | 4 de gener, 2000     | Socorro              | LINEAR                   |
| 103300 -               | 2000 AX47              | 4 de gener, 2000     | Socorro              | LINEAR                   |